# Charles Walcott

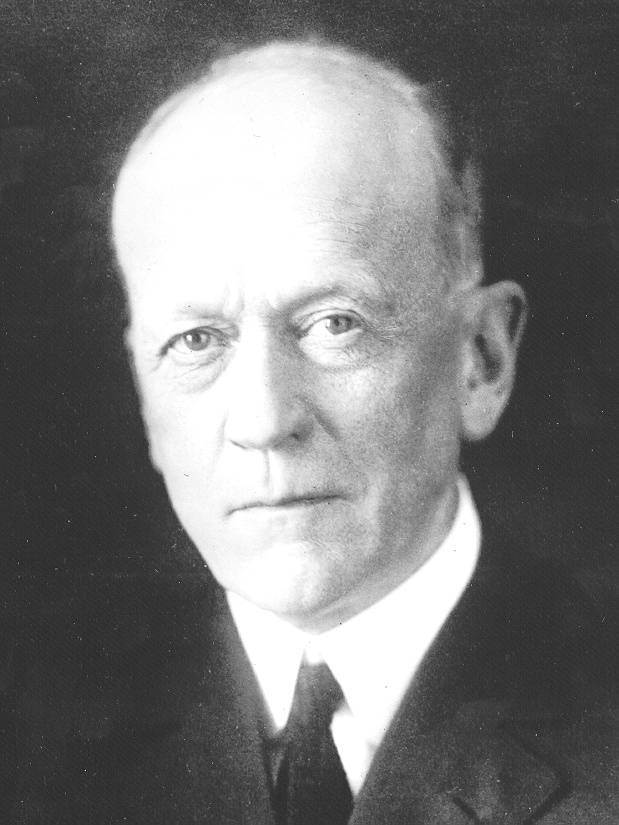
Charles D. Walcott

Charles Doolittle Walcott (ur. 31 marca 1850 w New York Mills, zm. 9 lutego 1927 w Waszyngtonie) – amerykański paleontolog i geolog, specjalista od skamieniałości kambru i ordowiku, odkrywca stanowiska paleontologicznego środkowokambryjskiej fauny w Burgess.

## Życiorys
Walcott nie ukończył szkoły wyższej, jednak dzięki współpracy przy zbieraniu skamieniałości z Louisem Agassizem zdobył wstępną praktyczną, choć nieformalną edukację w zakresie paleontologii, którą następnie od 1876 pogłębiał współpracując z Jamesem Hallem, geologiem stanowym stanu Nowy Jork. Od 1879 pracował w United States Geological Survey, której dyrektorem został w 1894. W 1918 otrzymał Medal Wollastona. Od 1907 do śmierci piastował stanowisko sekretarza Smithsonian Institution.
Badał trylobity ordowickie z rejonu Nowego Jorku i Vermont oraz liczne stanowiska kambru w USA i Kanadzie, jednak głównym osiągnięciem Walcotta stało się odkrycie 31 sierpnia 1909 stanowiska paleontologiczne typu Konservat-Lagerstätte w Górach Skalistych na przełęczy Burgessa (Kolumbia Brytyjska, Kanada) oraz jego wieloletnia eksploracja. Z powodu nietypowości tej fauny i niezbyt zaawansowanej wówczas techniki badania skamieniałości odkrycie Walcotta nie uzyskało znacznego rozgłosu w czasie jego życia, choć było znane i doceniane przez wielu specjalistów. Dopiero w latach 80. XX w. nowe interpretacje okazów Walcotta i nowe badania doprowadziły do ogólnoświatowej sławy zarówno stanowisko w Burgess, jak i jego odkrywcę.
Nazwiskiem Walcotta nazwano szczyt w rejonie Burgess.

## Wybrane publikacje
- The Paleontology of the Eureka District, monografia opublikowana przez The Fauna of the Olenellus Zone
- Correlation Papers on the Cambrian
- Fossil Medusae, monografia opublikowana przez USGS
- Cambrian Brachiopoda, monografia opublikowana przez USGS